# 川越地区消防組合
川越地区消防組合（かわごえちくしょうぼうくみあい）は、埼玉県川越市及び比企郡川島町によって組織された一部事務組合（消防組合）。管轄区域は前述の1市1町。消防本部の名称は川越地区消防局。

## 概要
- 組合事務所：川越市神明町48-4
- 消防局本部：川越市神明町48-4
- 管内面積：150.88km2
- 職員定数：428人
- 消防署4カ所、分署4カ所
- 主力機械（2018年4月1日現在）
  - 普通消防ポンプ自動車：10
  - 水槽付消防ポンプ自動車：5
  - はしご付消防自動車：4
  - 化学消防自動車：3
  - 水槽車：1
  - 救急自動車：11
  - 指揮車：1
  - 指令車：3
  - 調査車：1
  - 連絡車：10
  - 広報車：8
  - 警防車：5
  - 後方支援車：1
  - 救助工作車：3
  - 赤バイ︰2
  - 起震車︰1

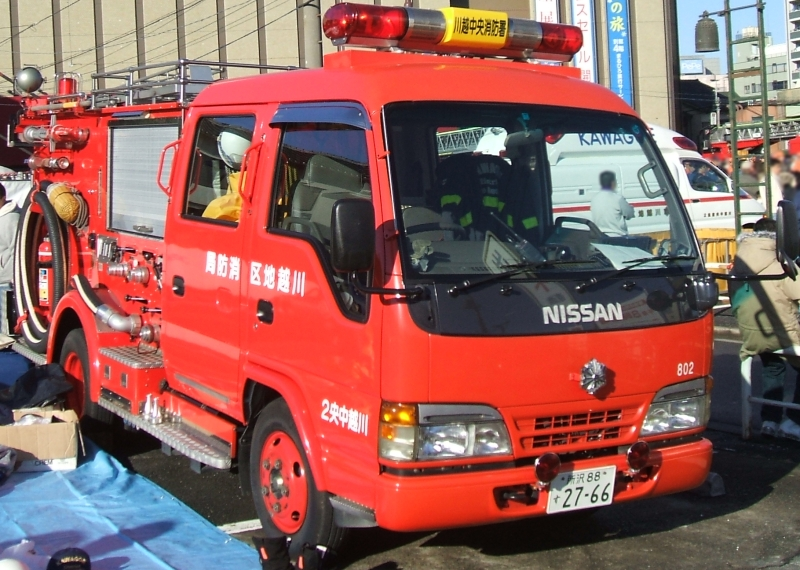
ポンプ車（廃車済み）
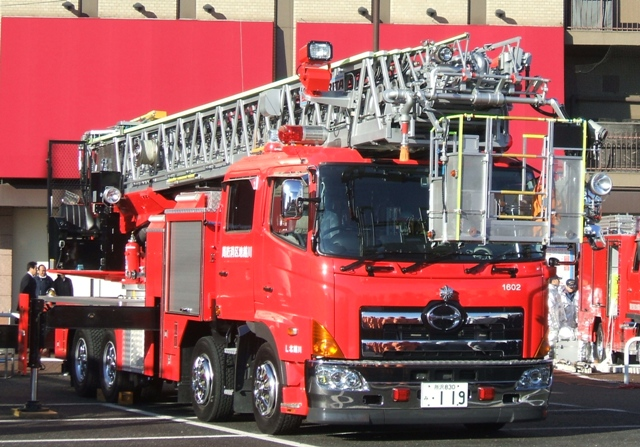
はしご車
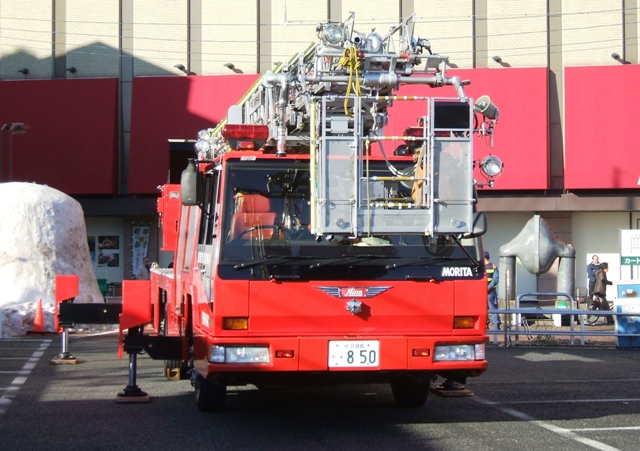
はしご車（廃車済み）
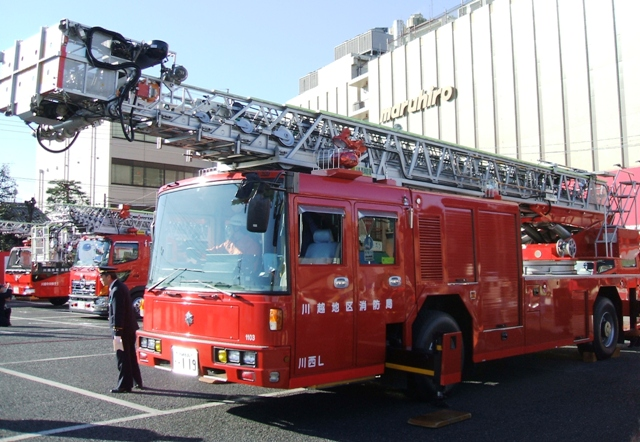
はしご車（廃車済み）
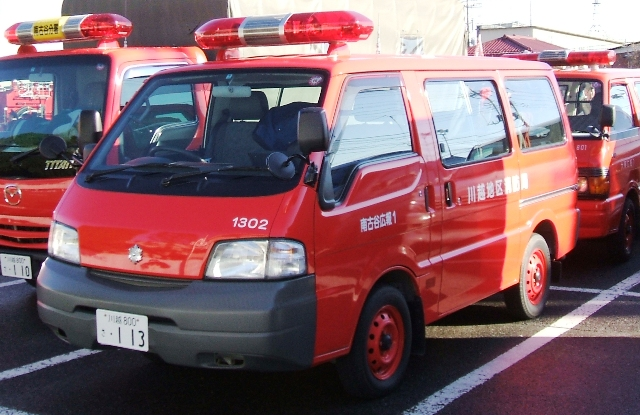
広報車（廃車済み）
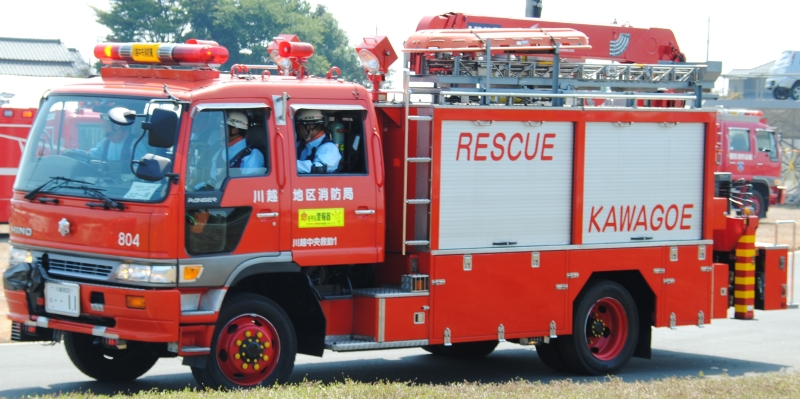
救助工作車(中央消防署旧車両)（廃車済み）
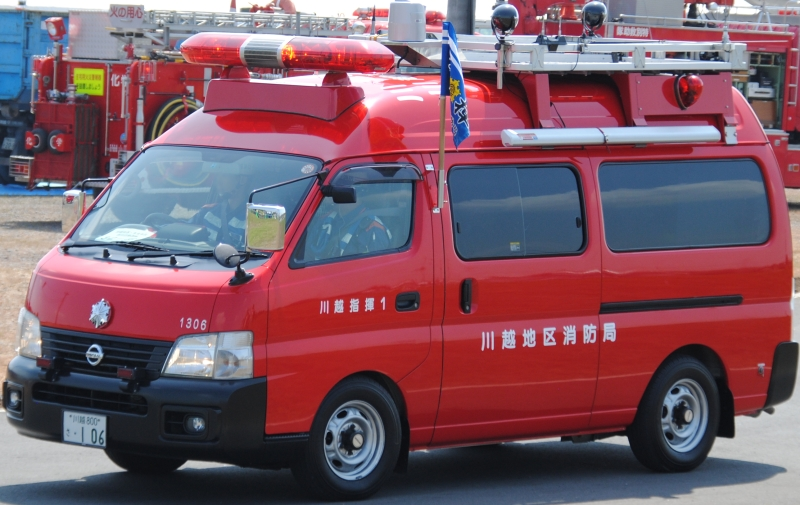
指揮車(廃車済み)
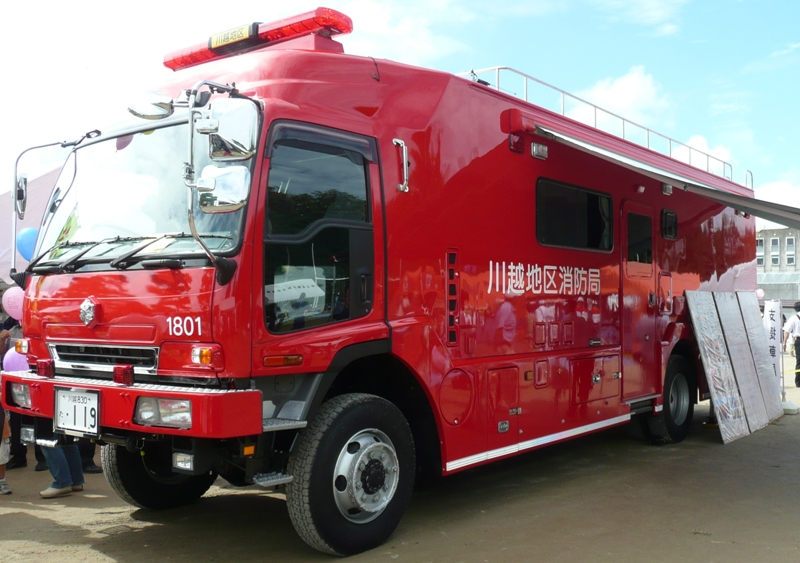
支援車
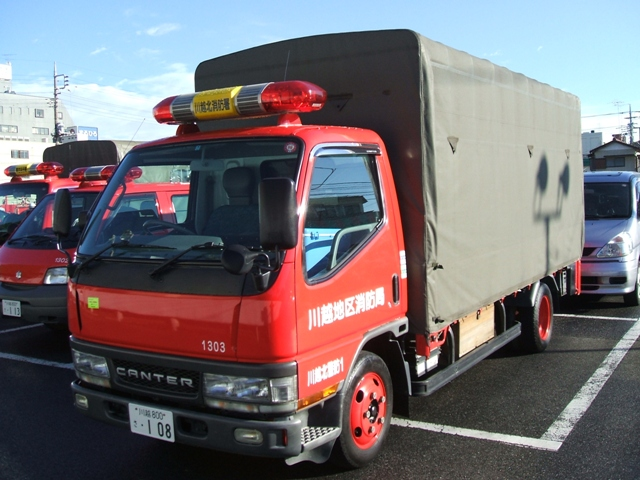
資材搬送車（廃車済み）

## 沿革
- 1973年4月1日　川越市と川島町が、川越地区消防組合を設立する。川越地区消防組合消防本部・川越消防署・3分署（新宿・霞ヶ関・高階）を開設する。
- 1973年10月15日　川島分遣所を開設する。
- 1974年4月1日　川島分遣所が川島分署に昇格する。
- 1974年11月23日　消防本部・消防署庁舎が新築移転する。
- 1979年4月5日　大東分署を開設する。
- 1982年1月29日　救助工作車を消防署に配備する。
- 1982年12月21日　化学消防車を大東分署に配備する。
- 1986年4月1日　東分署を開設する。
- 1991年4月1日　川島分署が川島消防署に昇格し、2署制となる。
- 1993年4月1日　霞ヶ関分署が川越西消防署に昇格し、3署制となる。
- 1993年10月30日　川島消防署新庁舎が完成する。
- 1994年3月31日　川越西消防署新庁舎が完成する。
- 2001年4月1日　川越地区消防組合消防音楽隊を設立する。
- 2004年4月1日　名細分署を開設する。
  - 7月13日　新潟・福島豪雨災害に緊急消防援助隊を派遣する。
  - 10月23日　新潟県中越地震に緊急消防援助隊を派遣する。
  - 12月29日 インドネシア共和国スマトラ島沖地震災害に国際消防救助隊を派遣する。
- 2005年4月1日　消防本部名を川越地区消防局に改称する。新宿分署が川越中央消防署に昇格し、4署制となる。川越消防署を川越北消防署に、東分署を南古谷分署に改称する。
- 2006年10月1日　中央消防署の特別救助隊を高度救助隊に昇格する形で高度救助隊を創設。埼玉県特別機動援助隊（埼玉SMART）の機動救助隊にも登録。
- 2011年3月11日　東日本大震災に緊急消防援助隊を派遣する。
- 2015年4月26日　ネパール地震に国際消防救助隊を派遣する。

## 組織
- 組合議会
  - 議員定数：13人（川越市：10人、川島町：3人）
- 執行機関
  - 管理者：1人（組合市町長及び助役から組合市町長の協議により定める）
  - 副管理者：2人（組合市町長及び助役から組合市町長の協議により定める）
  - 収入役（管理者が組合議会の同意を得て、組合市町の収入役のうちから選任）
  - 監査委員：2人
  - 消防本部 - 総務課、予防課、警防課、救急課、指揮統制課
  - 消防署 - 消防課、警備課

## 消防署
| 消防署         | 住所               | 分署                                               |
| -------------- | ------------------ | -------------------------------------------------- |
| 川越北消防署   | 川越市神明町48-4   | 南古谷：川越市大字久下戸3528-1                     |
| 川越中央消防署 | 川越市新宿町2-14-7 | 高階：川越市大字砂新田16-3 大東：川越市南大塚1-1-9 |
| 川越西消防署   | 川越市伊勢原町5-3  | 名細：川越市大字鯨井589-1                          |
| 川島消防署     | 川島町大字平沼888  | なし                                               |

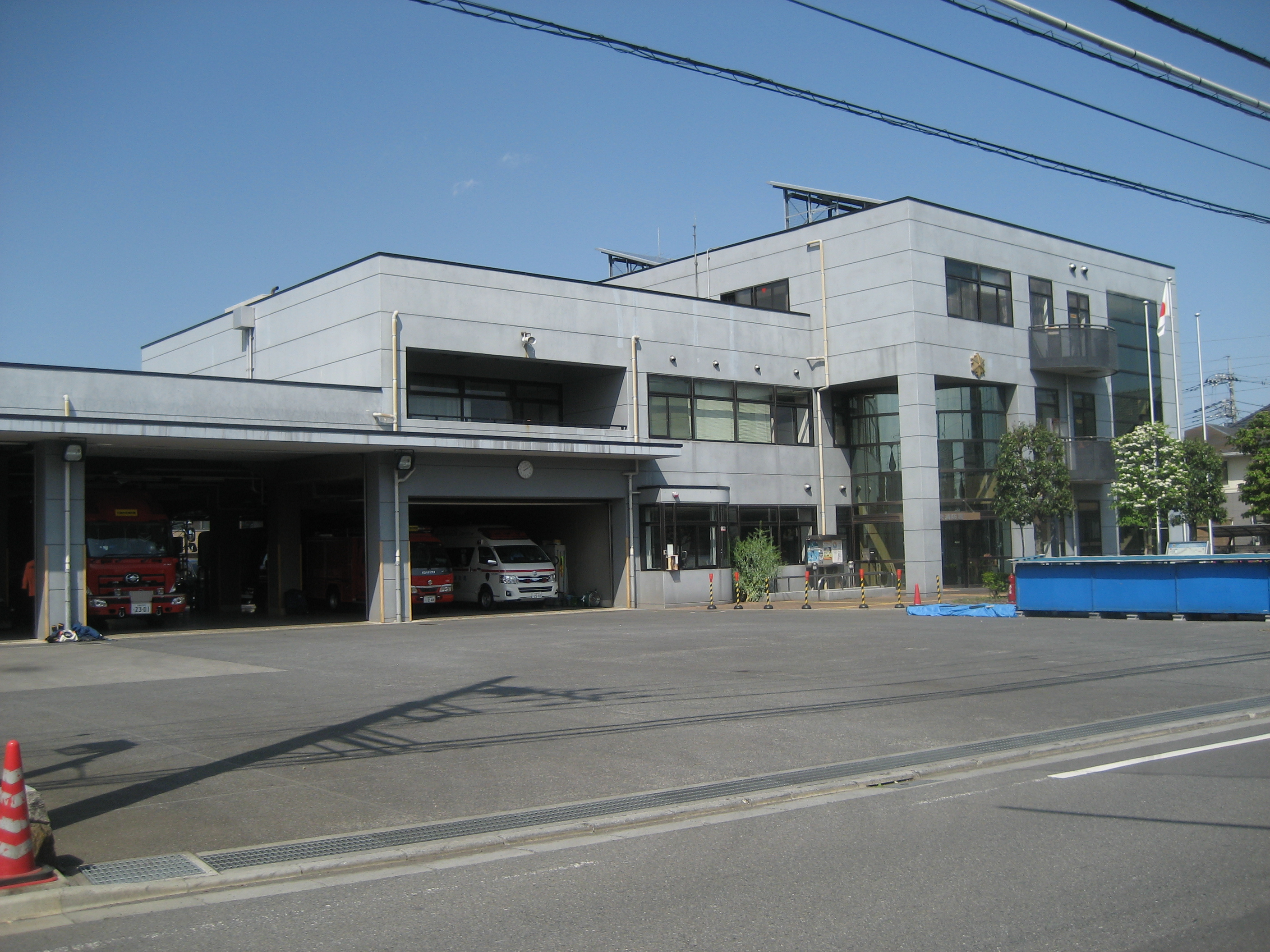
川越中央消防署
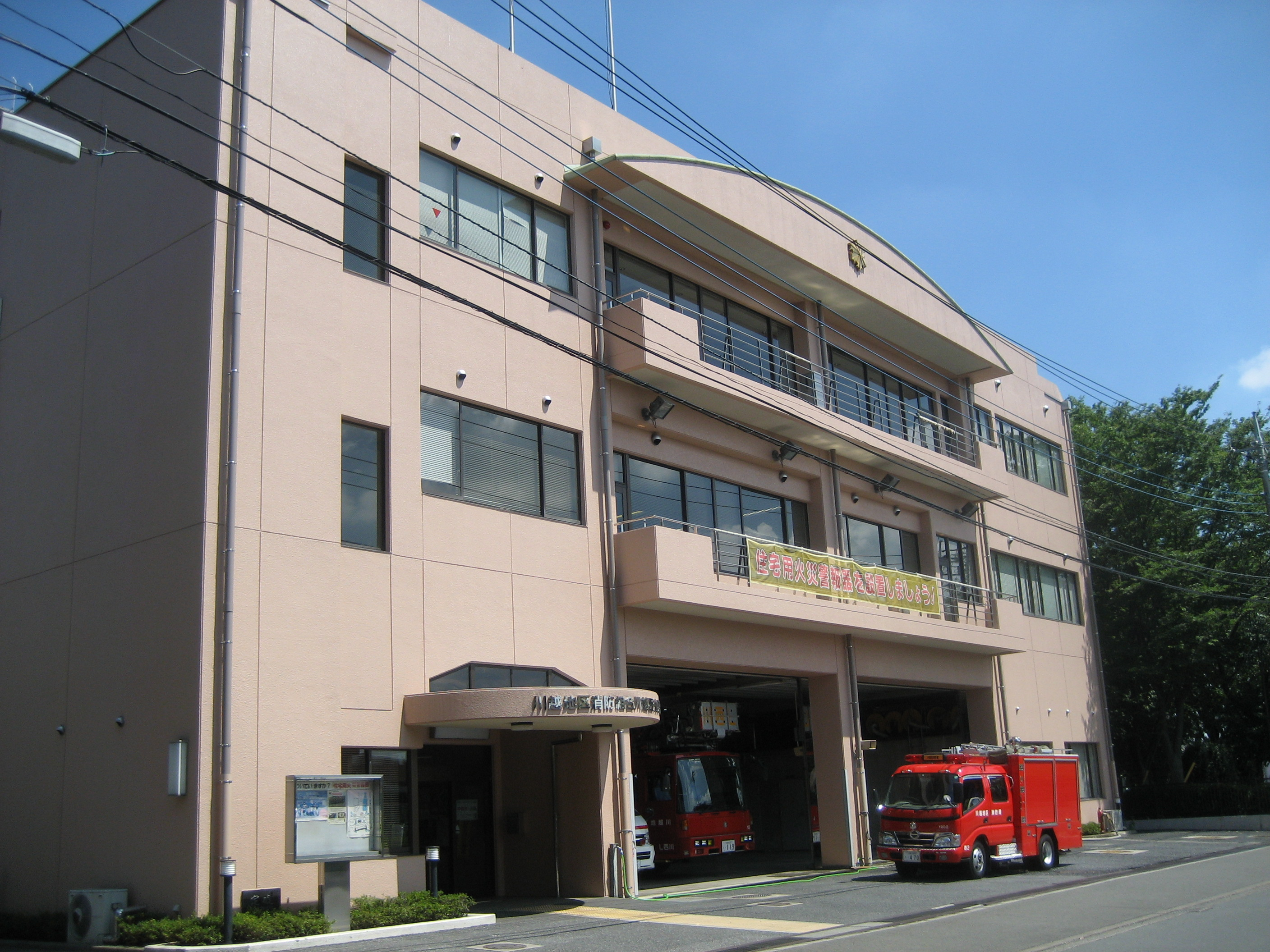
川越西消防署
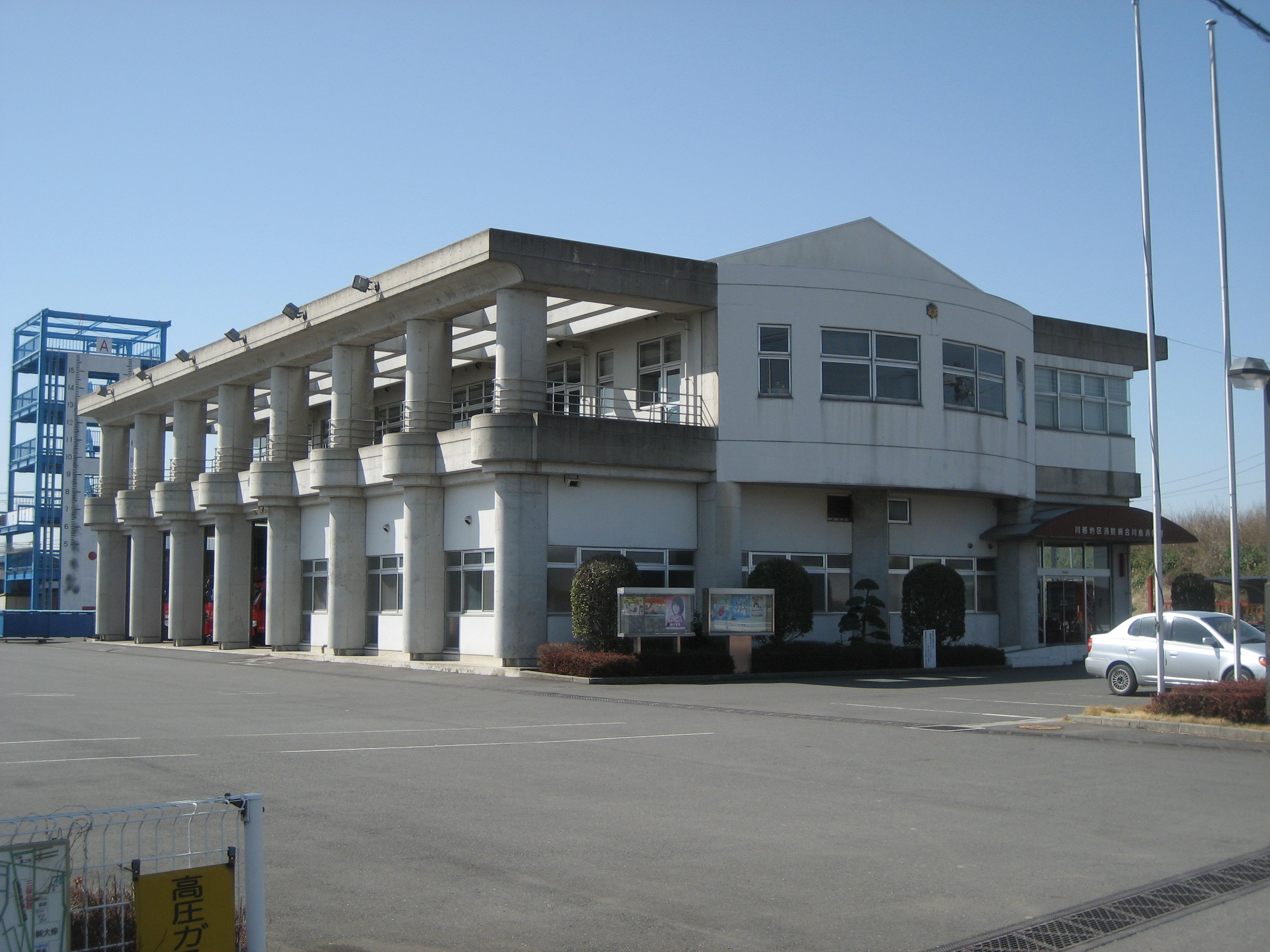
川島消防署
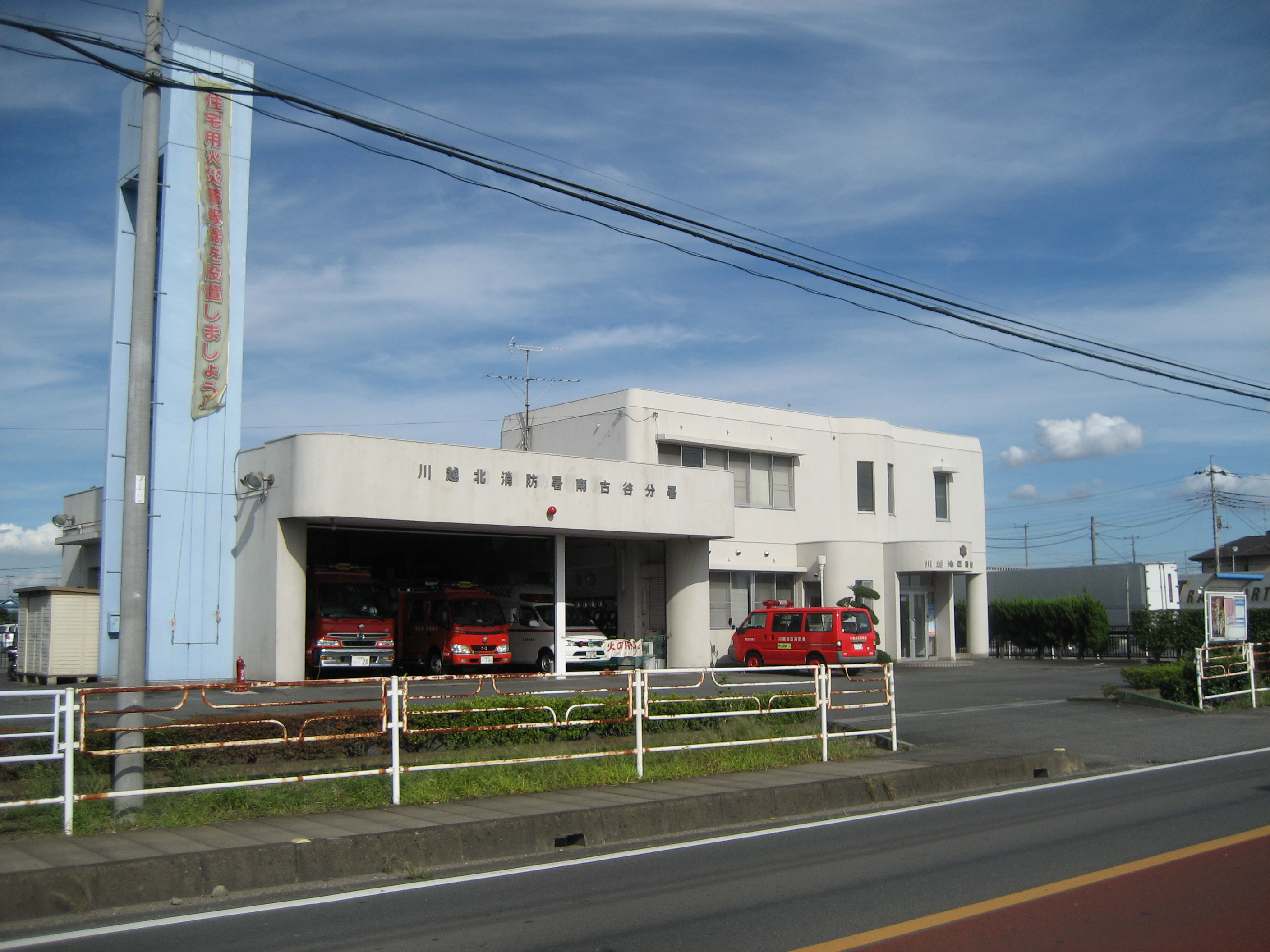
川越北消防署南古谷分署
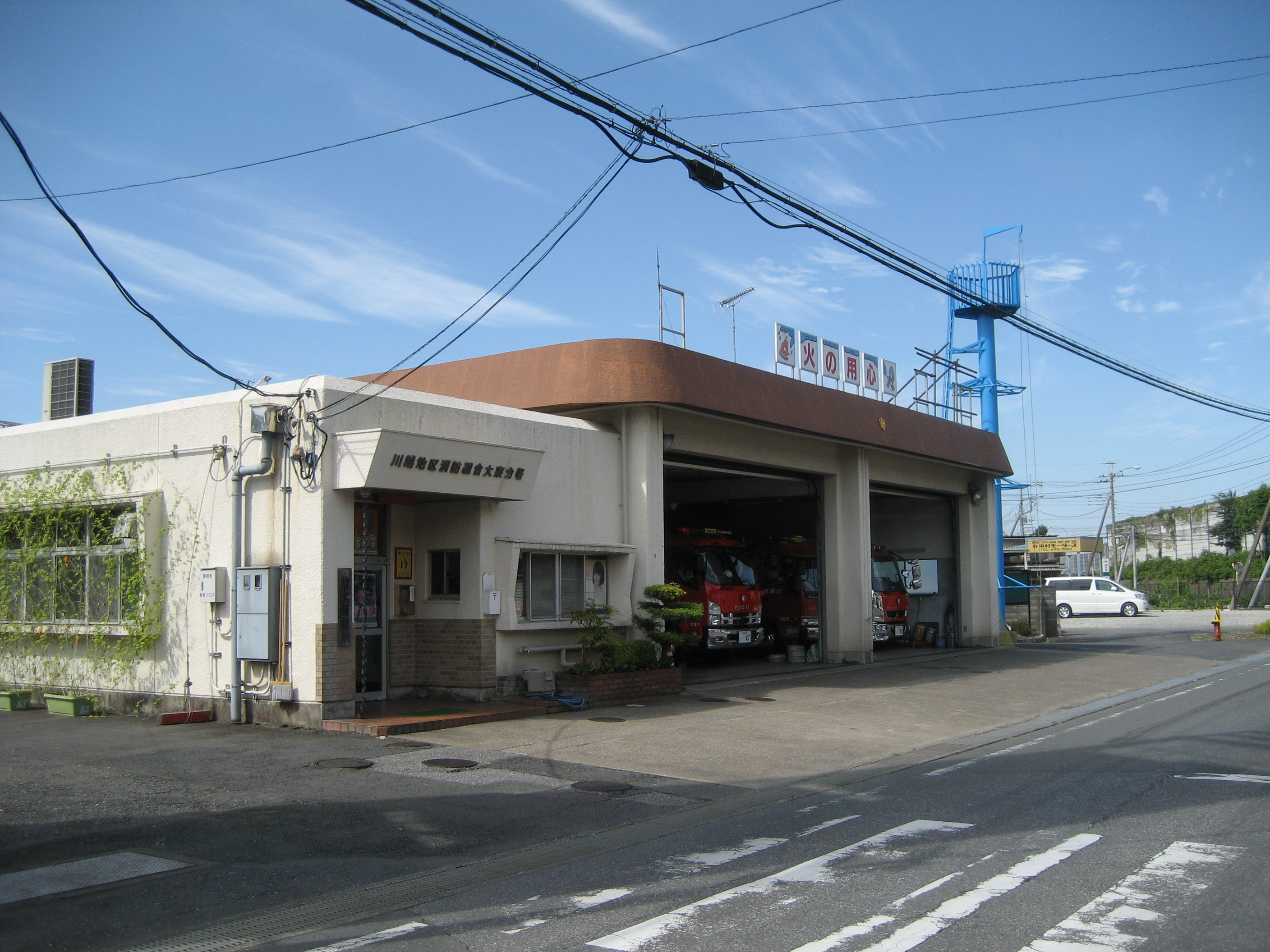
川越中央消防署大東分署
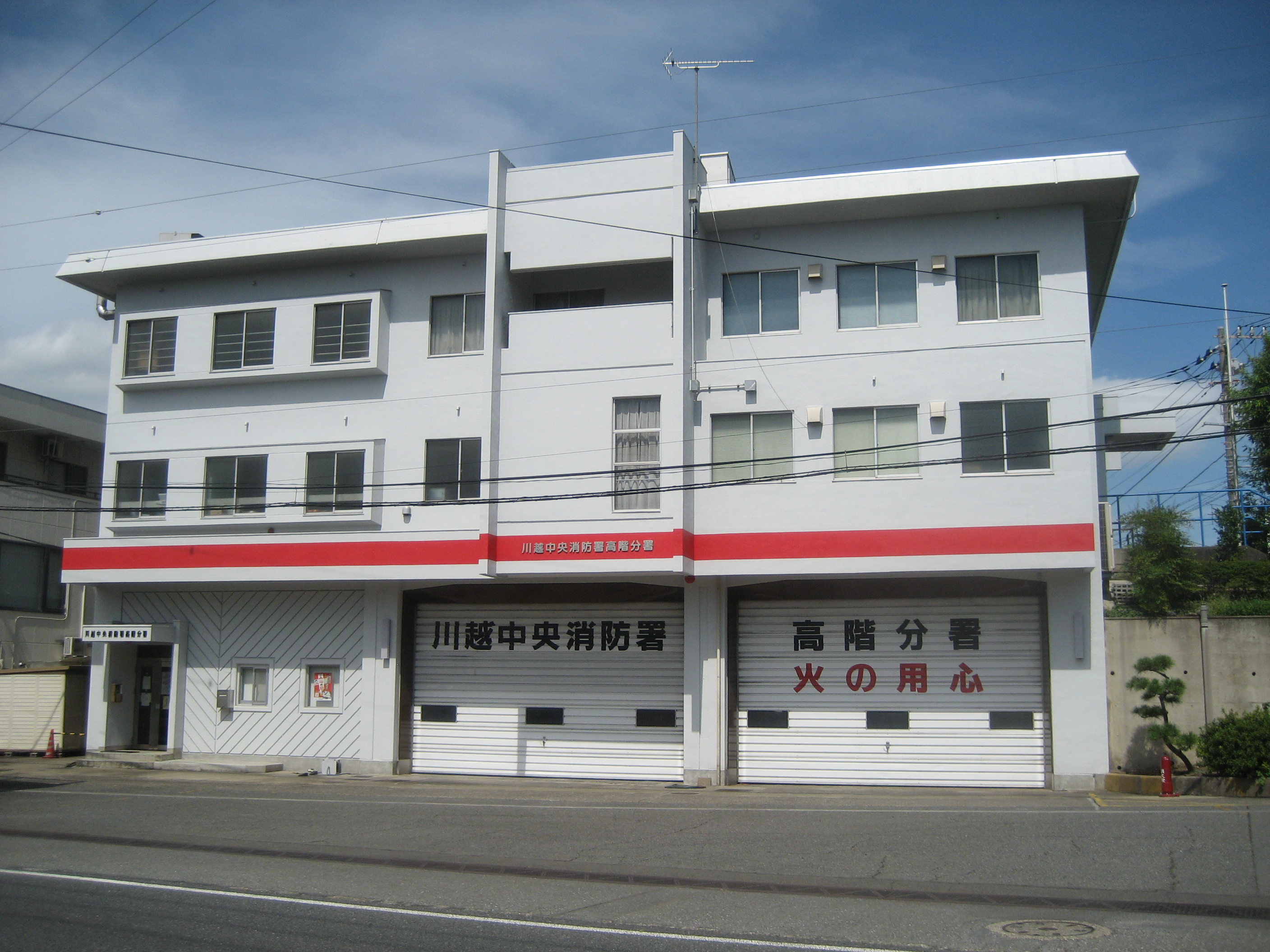
川越中央消防署高階分署
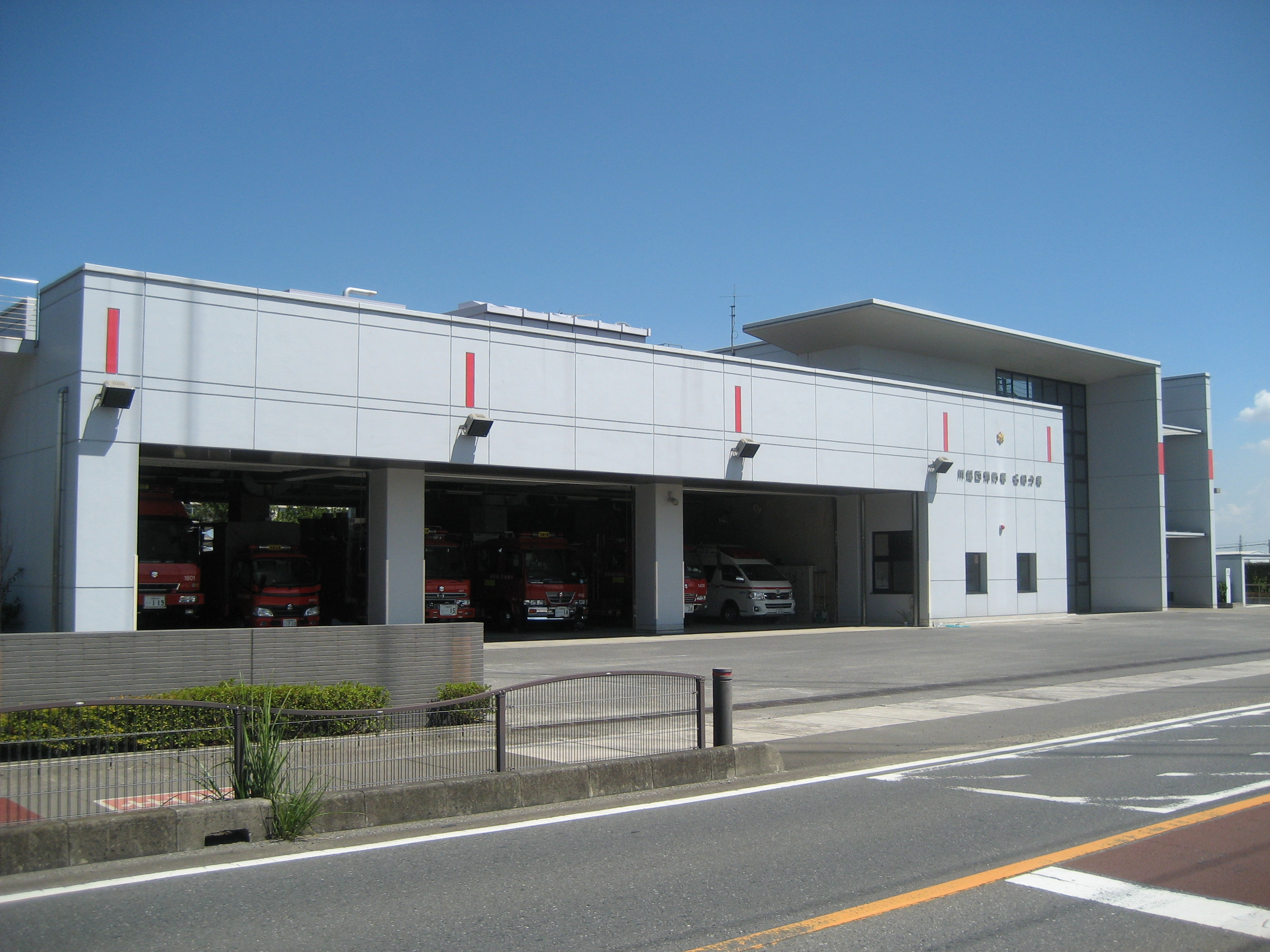
川越西消防署名細分署

## 応援協定
管轄境界付近で発生した災害(救急含む)や管轄区域内で発生した大規模災害等に対して迅速に活動できるよう、隣接する消防機関等と応援協定を締結し、日頃から近隣市等で発生した災害へ出動している。
消防相互応援協定
- さいたま市消防局
- 上尾市消防本部
- 入間東部地区事務組合消防本部
- 埼玉県央広域消防本部
- 比企広域消防本部
- 坂戸・鶴ヶ島消防組合
- 埼玉西部消防局
- 高崎市等広域消防局（群馬県）
- 埼玉県下消防相互応援協定（県内市町村）
- 関越自動車道・首都圏中央連絡自動車道における消防相互応援協定：（入間東部地区事務組合消防本部、埼玉西部消防局、埼玉県南西部消防本部、坂戸・鶴ヶ島消防組合、比企広域消防本部、深谷市消防本部、児玉郡市広域消防本部、埼玉県央広域消防本部）

その他応援協定
- 埼玉県防災ヘリコプター応援協定：埼玉県
- 埼玉県と消防機関及び埼玉DMATの災害時における高速自動車国道等の使用の取扱いに関する協定
- 鉄道災害における鉄道事業者と消防機関との連携に関する協定